# Academia Real de Pintura e Escultura
A Academia Real de Pintura e Escultura (Académie royale de peinture et de sculpture, em francês) foi fundada em Paris em 1648 por Luis XIV, ainda criança, e dirigida pelo pintor oficial da corte, Charles Le Brun (1619-1690). Nomes fundamentais para a arte ocidental, como os franceses Jacques-Louis David (1748-1825) e seu aluno Jean-Auguste Ingres (1780-1867), fizeram parte da academia e de sua corrente, o academismo.

## História
A certidão de nascimento da Academia Real de Pintura e Escultura data de 20 de janeiro de 1648, dia da petição do amante de arte, Martin de Charmois, ao Conselho do rei Luis XIV. A instituição foi fundada sob um mandato real por instigação de um grupo de pintores e escultores reunidos por Charles Le Brun. Escolhendo como lema a frase em latim Libertas artibus restituta, que significa liberdade restaurada aos artistas, eles exigiram da autoridade real o fim da corporação de pintores, ourives, escultores e vidraceiros que tinham mantido, desde o século XIII, o monopólio da produção para a venda de pinturas e esculturas, conforme o estatuto do antigo regime. Eles queriam escapar do status de artesãos e usar a pintura para as artes liberais. Eles atribuíam o sucesso e o prestígio da arte italiana à existência da "Academia de São Lucas" em Roma, onde se ensinavam as belas-artes. A ambição da academia era treinar e reunir os melhores artistas do reino, os mais talentosos dentre eles seriam nomeados como acadêmicos, um título de prestígio que garantia notoriedade.